# Ferdinand Fürst
Ferdinand Fürst (* 30. Mai 1851 in Zabern; † 17. Oktober 1918 ebenda) war ein deutscher Richter und Politiker.
Ferdinand Fürst war der Sohn des Zaberner Architekten Ludwig Fürst (* 11. Januar 1817 in Seltz; † 30. April 1891 in Zabern) und dessen Ehefrau Claire, geborene Triponé, aus einer Notarfamilie. Fürst heiratete Mathilde Weber aus Hagenau. Die Ehe wurde geschieden.
Ferdinand Fürst studierte Rechtswissenschaften und schloss das Studium mit der Promotion zum Dr. jur. ab. Er war ab 1880 Richter am Landgericht Zabern, ab 1904 am Landgericht Straßburg und ab 1912 Präsident des Landgerichts Zabern.
Von 1888 bis 1918 war er Mitglied des Landesausschusses Elsaß-Lothringen und des Bezirkstags Unterelsass. Er war Präsident der Disziplinarkammer der Beamten in Unterelsass und Mitglied des Bildungsrates des Bezirks.